# Selección femenina de balonmano de Eslovenia
La selección femenina de balonmano de Eslovenia es la selección femenina de balonmano representativa a Eslovenia.

## Historial

### Juegos Olímpicos
- 1992 - No participó
- 1996 - No participó
- 2000 - No participó
- 2004 - No participó
- 2008 - No participó
- 2012 - No participó
- 2016 - No participó
- 2020 - No participó

### Campeonatos del Mundo
- 1995 - No participó
- 1997 - 18.ª plaza
- 1999 - No participó
- 2001 - 9.ª plaza
- 2003 - 8.ª plaza
- 2005 - 14.ª plaza
- 2007 - No participó
- 2009 - No participó
- 2011 - No participó
- 2013 - No participó
- 2015 - No participó
- 2017 - 14.ª plaza
- 2019 - 19.ª plaza
- 2021 - 17.ª plaza

### Campeonatos de Europa
- 1994 - No participó
- 1996 - No participó
- 1998 - No participó
- 2000 - No participó
- 2002 - 10.ª plaza
- 2004 - 9.ª plaza
- 2006 - 16.ª plaza
- 2008 - No participó
- 2010 - 16.ª plaza
- 2012 - No participó
- 2014 - No participó
- 2016 - 14.ª plaza
- 2018 - 13.ª plaza
- 2020 - 16.ª plaza